# Hapi
Hapi era el dios de la inundación anual del Nilo en la antigua religión egipcia. La inundación depositaba el rico limo (tierra fértil) en la orilla de los ríos, permitiendo a los egipcios crecer sus cultivos.

## Hapy el padre de los Dioses
Happi, el padre de los dioses, vivificador, generador de fecundidad y fertilidad en la mitología egipcia.

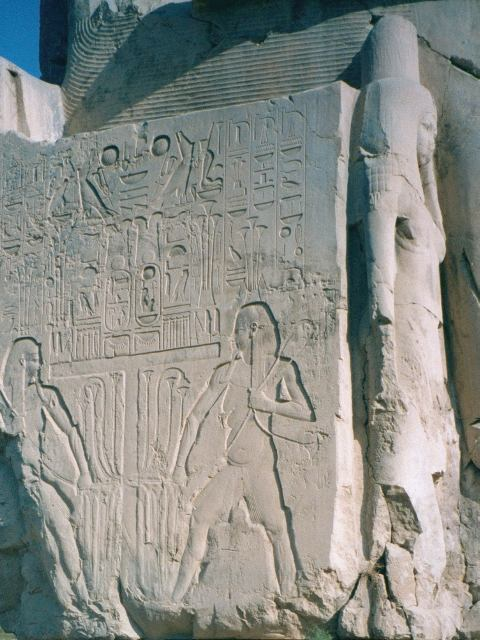
Happi en trono de los Colosos de Memnón.

- Nombre egipcio: Hep, Hapy. Nombre griego: Hapy.

## Iconografía
Hombre desnudo, de piel verde o azul, barbudo con barriga y pechos caídos de mujer. Con una planta de loto sobre la cabeza (Alto Egipto) o una planta de papiro (Bajo Egipto). Otras veces con dos cabezas de oca. Con una rama de palmera, como medidor del tiempo.

## Mitología
Happi es el dios de la inundación del Nilo, el gran río de Egipto que tenía a la vez realidad física y mitológica. La importancia simbólica del Nilo viene de su capacidad para generar riqueza cuando inunda y deja limo fértil en sus márgenes. 
El nombre Hep proviene del periodo predinástico de Egipto. Asociado a la región de Gebel el-Silsila. Creían que residía en una cueva de Bigeh, cerca de las cataratas, con su harén de diosas rana, de donde emergía anualmente para generar la inundación.

## Sincretismo
Hapi estaba asociado a Osiris y a Nut.

## Culto
| V28 | Q3 · N37 | A40 |

| V28 | Q3 · N37 | A40 |

| \| \| | H | a · p · y | N36 · N35B |
|       |   |           |            |

|  |

| \| \| | H | a · p · y | N36 · N35B |
|       |   |           |            |

|  |

| \| \| | V28 | D26 | N23 |
|       |     |     |     |

|  |

| \| \| | V28 | D26 | N23 |
|       |     |     |     |

|  |

Fue venerado a lo largo del Nilo. También estaba representado en los muros de la mayoría de los templos. Hay capillas rupestres dedicadas a este dios en Gebel el-Silsila. Habitaba entre las islas de Abu (Elefantina) e Ita-Rek (Filé), en la "caverna de Happi" de donde venían las aguas del alto Nilo.

## Otros Happi
También se denominaba Happi uno de los cuatro hijos de Horus, representados en los vasos canopos funerarios.